# Monasterio de Santa María (La Buenafuente del Sistal)
El monasterio de Santa María de Buenafuente del Sistal, de la Madre de Dios o simplemente monasterio de Buenafuente es un antiguo monasterio cisterciense de la Común Observancia, femenino, situado en la localidad de La Buenafuente del Sistal dentro del término municipal de Olmeda de Cobeta en la provincia española de Guadalajara. Se mantiene en activo con una comunidad poco numerosa. Tras muchos años de letargo revivió a partir del año 1971. Es un centro renovado de espiritualidad.
La arquitectura del edificio es cisterciense, muy sobria. El conjunto está rodeado de árboles y vegetación, un paisaje propio del Alto Tajo. En su entorno se han ido construyendo una serie de casas de espiritualidad y recogimiento y de ayuda al necesitado.
En 1931 fue declarado Monumento Histórico-Artístico.

## Historia
Los primeros canónigos llegaron a Buenafuente procedentes del monasterio de Bosque Bertaldo en Francia, a instancias del rey Alfonso VIII que quiso —tras la reconquista de las tierras de Medinaceli y Molina— repoblar y proteger estos pagos del Alto Tajo en la orilla derecha del río con la ayuda de los monjes y con la construcción de varios monasterios. El primer documento conservado relacionado con Buenafuente data de 1176 pero en él no se da una cronología precisa sobre su fundación. El conde Pedro Manrique de Lara, II señor de Molina, y su esposa Margarita en 1187 donaron su heredad en Grudes al monasterio de Santa María de Alcallex (cerca de Aragoncillo) para que los canónigos regulares fundasen ahí un monasterio. Por un documento de 1193 (hay autores que señalan la fecha de 1190) puede saberse que los canónigos se trasladaron desde esas casas a la nueva donación de Buenafuente.
Tampoco hay una fecha segura para determinar su desaparición o abandono, ni las causas. La idea de que tal vez quedaran pocos clérigos y decidieran regresar a Francia está apoyada en el manuscrito que se conserva en la Biblioteca Nacional (signatura 13 974) en donde se detalla una cesión que hizo el prior de Bosque Bertoldo al arzobispo de Toledo Rodrigo Jiménez de Rada y un acuerdo que toman los dos personajes resaltando esta frase: 

…Buenafuente y de los cuatro canónigos que aun allí estaban…

Es posible que el propio prior reclamase a esos cuatro canónigos.

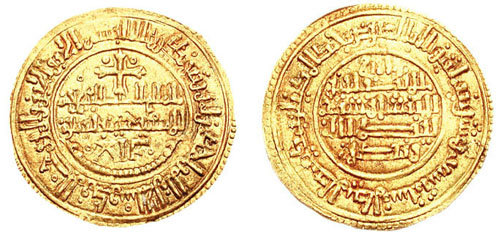
Maravedí de tiempos de Alfonso VIII

Tras estos acuerdos, el arzobispo adquirió los derechos de compra en 1234 y en 1242 cedió el monasterio y sus pertenencias a la reina Berenguela –hija de Alfonso VIII y madre de Fernando III el Santo–, con la petición adjunta de que ocupara el monasterio una comunidad de monjas bajo la advocación de la Santísima Virgen. Al poco tiempo Berenguela lo cedió a su hijo el infante Alfonso, señor consorte de Molina y Mesa.
El 16 de noviembre de 1243 el infante Alonso de Molina vendió el monasterio y todo su territorio a su suegra Sancha Gómez por 4000 maravedíes alfonsíes solicitando la condición de que fuera creado un monasterio con una comunidad de monjas cistercienses:

…fagades hy monasterio de dueñas de la Orden de Cestel.

Sancha Gómez fue la fundadora del nuevo monasterio al que dotó en grande con tierras, casas y privilegios. Se resolvieron impedimentos y se firmaron acuerdos de tipo administrativo, pasando el monasterio a ser filial del monasterio de Santa María de Huerta en Soria en 1246. El abad de este monasterio de Huerta trajo para la repoblación un número significativo de monjas procedentes del monasterio cisterciense de Nuestra Señora de la Gloria en Casbas de Huesca.La vida de la comunidad cisterciense transcurrió normalmente durante los dos siguientes siglos.
En 1427 hubo conflictos internos en el monasterio de Huerta así que el abad de este lugar mandó a un grupo de sus monjes ir a ocupar el monasterio de Buenafuente, para lo cual ordenó salir de allí a las monjas que tuvieron que refugiarse en las pobres casas de Alcallech. En estas casas permanecieron hasta 1455, pero su regreso a Buenafuente solo duró unos años pues en 1477 fueron expulsadas de nuevo. Finalmente regresaron en 1480, con la abadesa Enderquina Gómez de Mendoza.
La invasión napoleónica supuso el comienzo del fin del monasterio. Las monjas tuvieron que huir, dispersándose y ocupando muchas de ellas unas cuevas conocidas en los terrenos de bajada al río Tajo. Durante unos años el monasterio fue ocupado por las tropas francesas que ocasionaron bastantes destrozos.
En 1835, con la Desamortización , quedó el monasterio despojado de todos sus bienes y posesiones y de juros y derechos. Las monjas pudieron quedarse en el maltrecho edificio con el único patrimonio de sus pertenencias personales.

### SiglosXXyXXI
En los años 70 del siglo XX quedaban pocas monjas y de edad avanzada sin apenas recursos económicos. El edificio se mostraba ruinoso, sin cristales en las ventanas y la supervivencia se hacía difícil por lo que decidieron vender el monasterio y marcharse a otros lugares. Pero la situación dio un giro substancial gracias a la ayuda y entusiasmo del nuevo capellán Ángel Moreno Sancho que animó a las monjas a resistir comenzando para ellas una vida nueva y activa, siempre desde el mismo punto de vista de religiosidad que las cistercienses habían llevado desde siglos. Ángel Moreno supo conseguir ayudas económicas y poniendo en práctica sus ideas se fue organizando todo un complejo que comprendía el ámbito del monasterio y las casas de alrededor, casi todas deshabitadas hasta la fecha.
En 1980 se creó la Fundación Buenafuente del Sistal cuya presidenta fue Jimena Menéndez Pidal y Goyri. Con la ayuda de la Fundación y otras donaciones el monasterio fue restaurado y las viviendas del poblado –casi todas abandonadas- fueron rehabilitadas y otras construidas nuevas. Desde el principio el propósito del grupo de personas que tomaron parte en la Fundación fue el contar con un lugar de retiro donde llevar a cabo ejercicios espirituales o simplemente reposo y meditación. Se unió también el deseo de ir fundando otras actividades humanitarias como casas de recogida de ancianos, de juventudes y diversos apoyos, especialmente para las personas del entorno y pueblos cercanos. Había surgido en 1977 la Misión Rural de Ayuda a Domicilio puesta en marcha por las Hermanas de la Caridad de Santa Ana (llamadas familiarmente las Anas) cuya labor consiste en asistir a los ancianos de los pueblos limítrofes en sus propios domicilios (lavado de ropa, limpieza, cura de heridas, medicinas). En 1985 se creó el complemento a estas actividades con la Residencia Hogar-Asistido, con personal especializado, para aquellos ancianos que ya no pudieran valerse por sí mismos, siempre dentro del entorno, según exige una de las cláusulas de los estatutos de la Fundación.

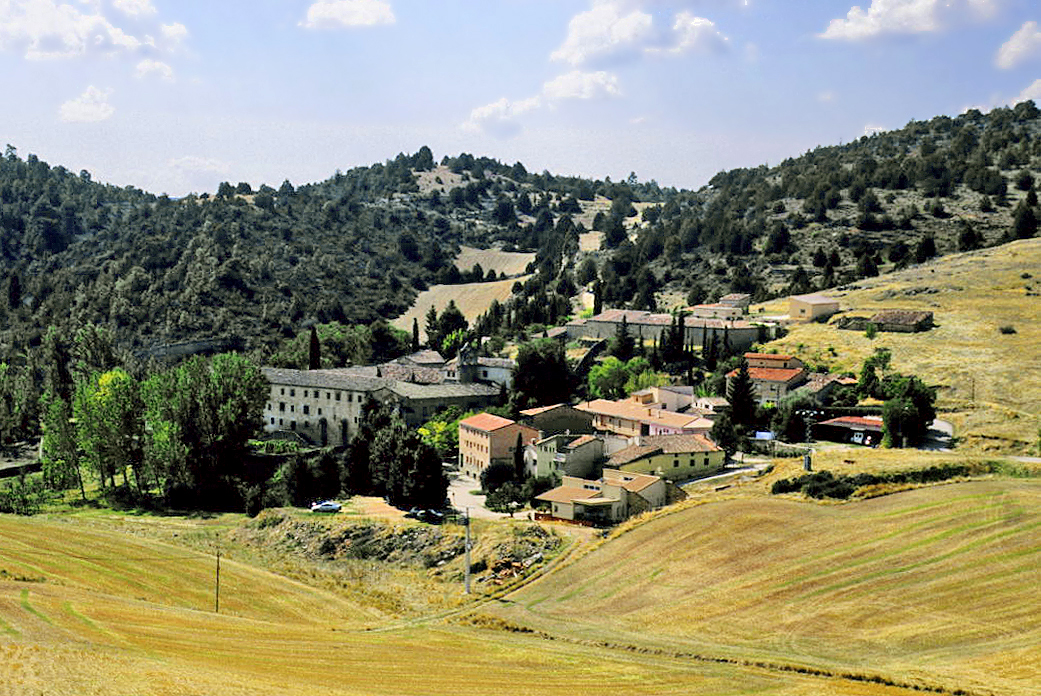
Vista del lugar en 2008

Desde 1987 existe en el pueblo, en el lugar de las antiguas eras, una casa-residencia donde viven cuatro sacerdotes párrocos de las localidades cercanas.
En los comienzos del siglo XXI continúan vivas todas estas actividades.

#### Narciso Yepes y la Fundación
El guitarrista y concertista español Narciso Yepes tomó parte en la ayuda de aquellos primeros años de la Fundación; entre otras aportaciones dio una serie de conciertos de manera desinteresada que hicieron acudir a mucha gente. De esta forma el lugar y sus necesidades se fueron conociendo. Yepes estuvo muy en contacto con la institución monástica, no sólo a través de la música sino que además pasó allí temporadas de reposo y meditación, sobre todo a raíz de la aparición de su enfermedad. Murió el concertista en Murcia y desde allí fueron trasladados sus restos hasta el monasterio de Buenafuente donde las monjas extendieron sus cenizas por el huerto de clausura, según su propia voluntad. Fue nombrado amigo ilustre de Buenafuente y tiene un pequeño monumento como homenaje.

#### Régimen de hospedaje
La hospedería se encuentra dentro de la clausura y conlleva una serie de normas a seguir y respetar. Es obligatorio seguir la liturgia del monasterio, su ritmo de vida, horario, silencio y vida austera. El horario religioso también se debe respetar y es:
- 06:00 - Maitines
- 07:30 - Laudes
- 08:15 - Tercia y Eucaristía
- 12:40 - Sexta
- 15:30 - Nona (17:15 en verano)
- 18:30 - Vísperas
- 21:00 - Completas (21:45 en verano)

## Descripción de la iglesia

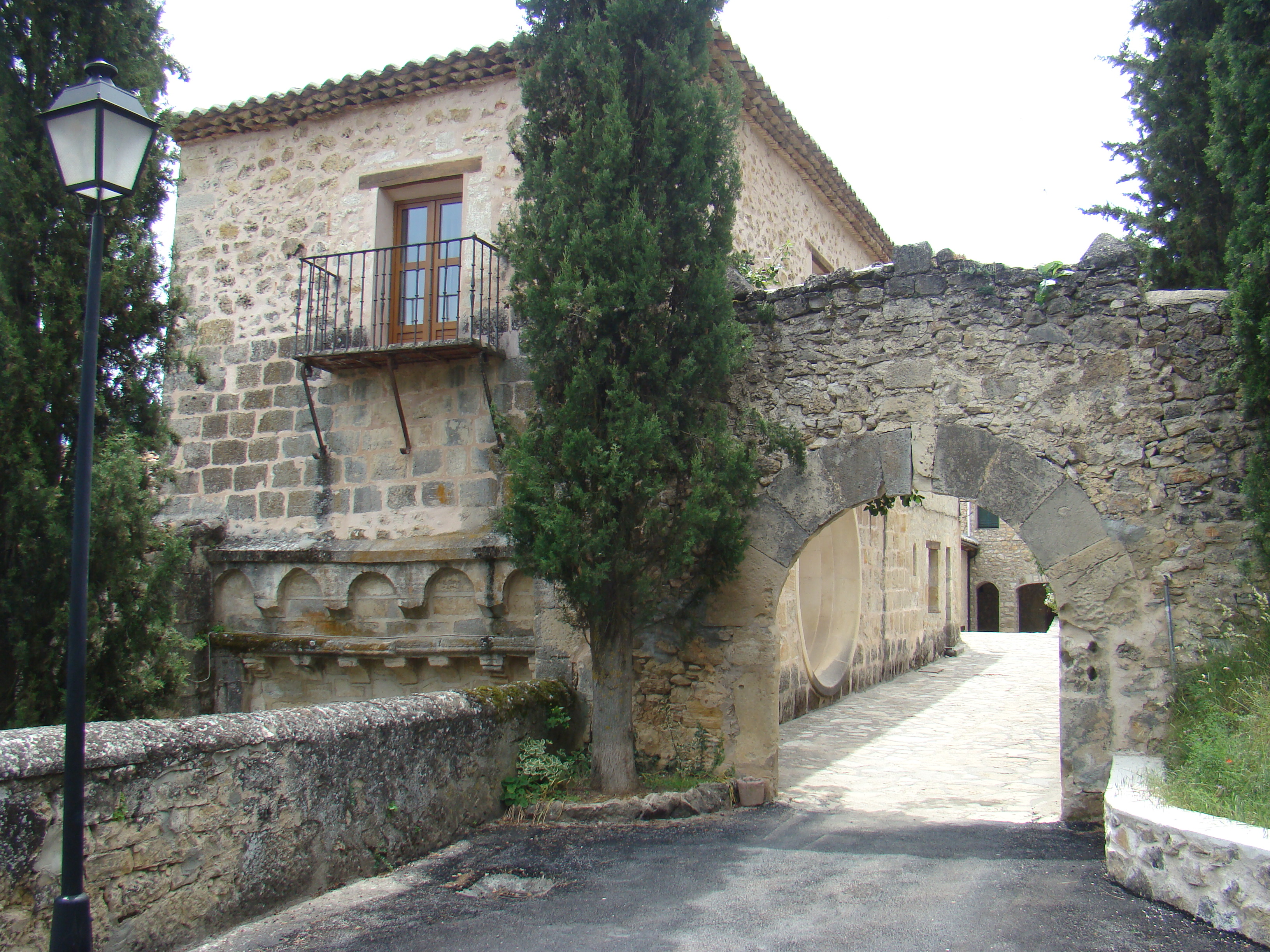
Entrada al recinto del monasterio e iglesia desde el pueblo

El conjunto monacal consta de una serie de edificios entre los que se destaca sobre todo el monasterio con sus dependencias de clausura y su hospedería. La iglesia forma parte muy especial de ese conjunto.
Tiene su origen en una ermita que fue construida al amparo de una fuente o manantial cuyas aguas eran famosas y muy apreciadas, consideradas milagrosas y con propiedades curativas; era llamada «la buena fuente» y se conocía su existencia desde tiempos antiguos; se relaciona su uso con algún culto precristiano. En época románica se sustituyó esta ermita por un templo de mayores proporciones pero pequeño, de 11 m de largo y orientado norte-sur. De este templo subsiste la primitiva portada de ingreso. Hay otra portada también románica que da acceso al claustro, con arco de medio punto y tres arquivoltas que descansan en sus columnas.
En el siglo XIII, cuando llegaron las monjas cistercienses se hicieron obras transformando el templo románico que se adaptó a la arquitectura del Císter. El largo de la iglesia románica quedó como ancho de la nueva que además fue orientada con un eje este-oeste. Así quedó el edificio que se contempla, excepto algunos cambios más del siglo XVI y XVII.
Su planta es de una sola nave, propia de los monasterios femeninos en que existe un solo oficiante y no hay necesidad de añadir capillas laterales. Consta de cuatro tramos más el presbiterio. A la nave le corresponde un ábside que en este caso es de planta cuadrada. Ofrece la singularidad de que el tramo de los pies y el de la cabecera están ligeramente más elevados. Se cubre con bóveda de cañón ligeramente apuntada, propio también de la arquitectura cisterciense; hubo pinturas en épocas posteriores. 
En el interior de la iglesia subsiste la famosa fuente de aguas milagrosas y curativas, que sigue manando situada en el muro de poniente.
En 1987 por disposición de la Diputación Provincial se colocaron junto a la puerta del lado norte los enterramientos de Sancha Gómez y su hija Mafalda de Lara, IV señora de Molina.
Tiene tres retablos: retablo mayor con la Virgen del Rosario procedente del monasterio de Huerta, obra de 1737, barroco tardío; retablo manierista de San Bernardo junto a la puerta norte; retablo barroco dedicado a San Benito, San Roberto, Santa Gertrudis y Santa Escolástica (hermana de San Benito de Nursia), situado en el lado sur.
Al exterior puede verse una ventana con columnas y arcos semicirculares y más arriba el óculo. Tiene espadaña con campanas. La puerta de acceso al templo está en la parte norte y es del siglo XVI, con arco semicircular y molduras apoyadas en pilastras.
Entre los años 1973 y 1995 se hicieron reformas de restauración y rehabilitación dirigidas por el arquitecto José Luis Fernández del Amo. Se restauró también la sillería del coro.
Dentro de la clausura se encuentra el patio o claustro, una huerta, la Hospedería, la Casa de Ejercicios y una capilla pequeña que utilizan las monjas en el invierno.

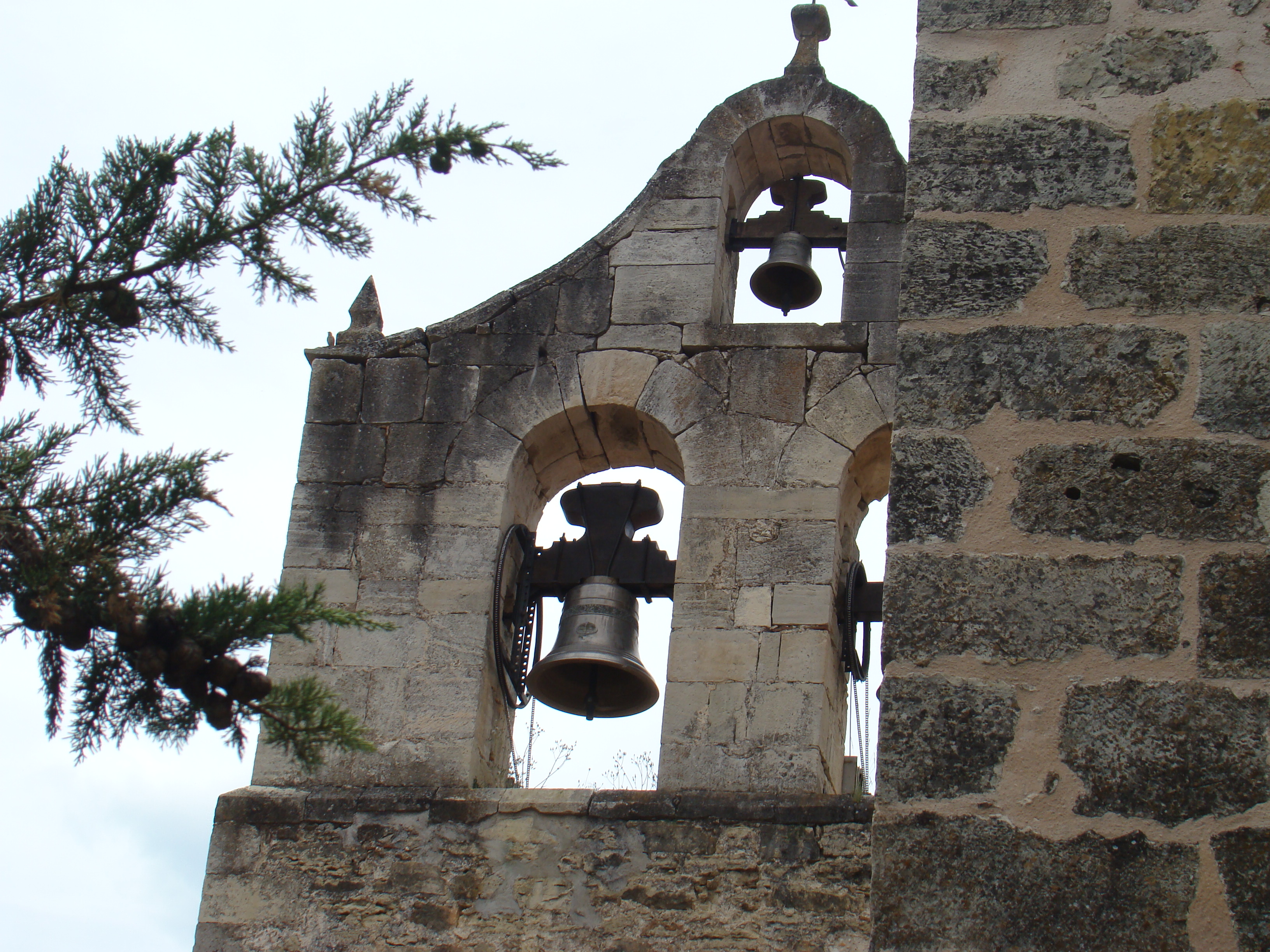
Espadaña de campanas.
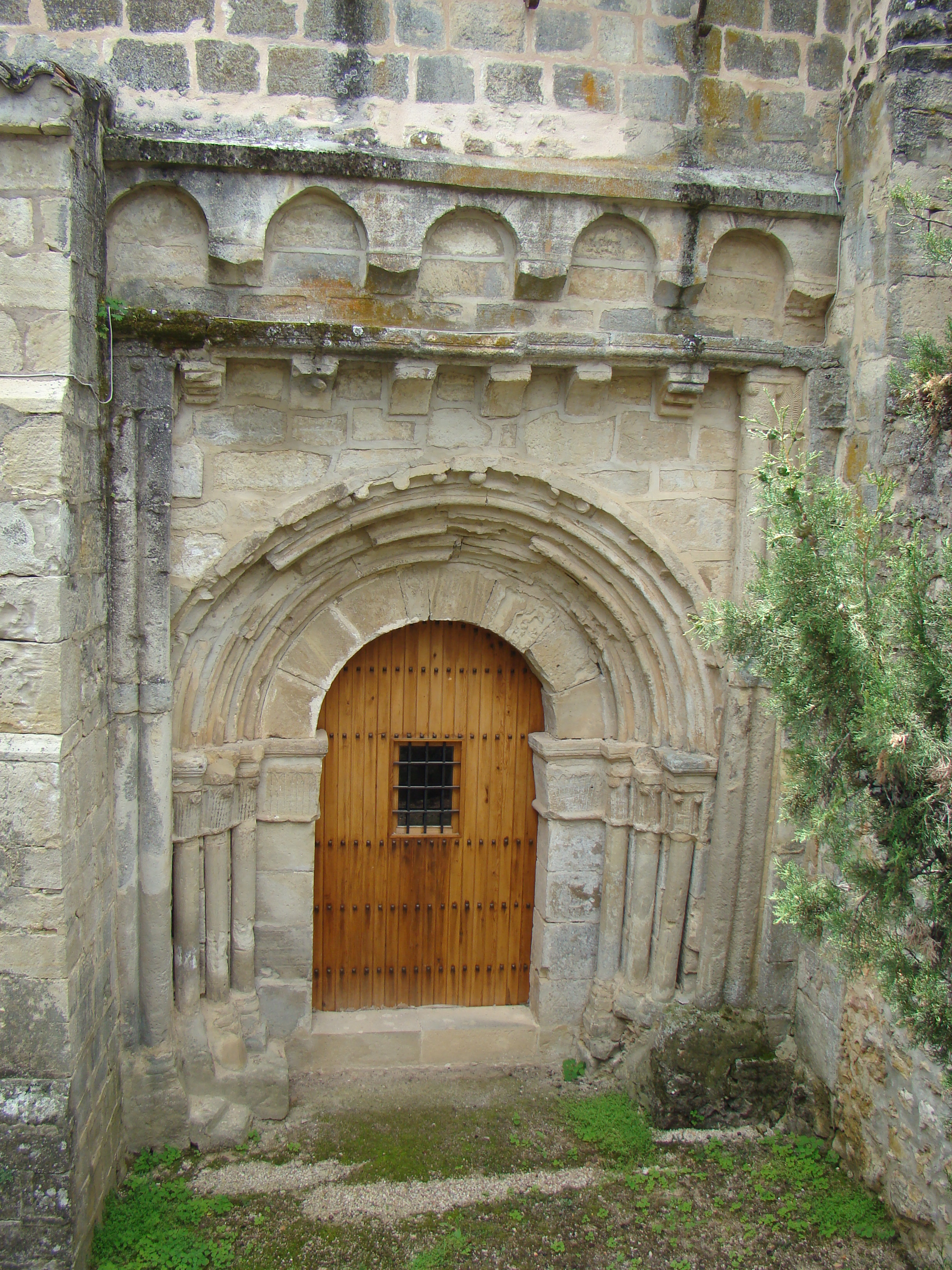
Portada románica.
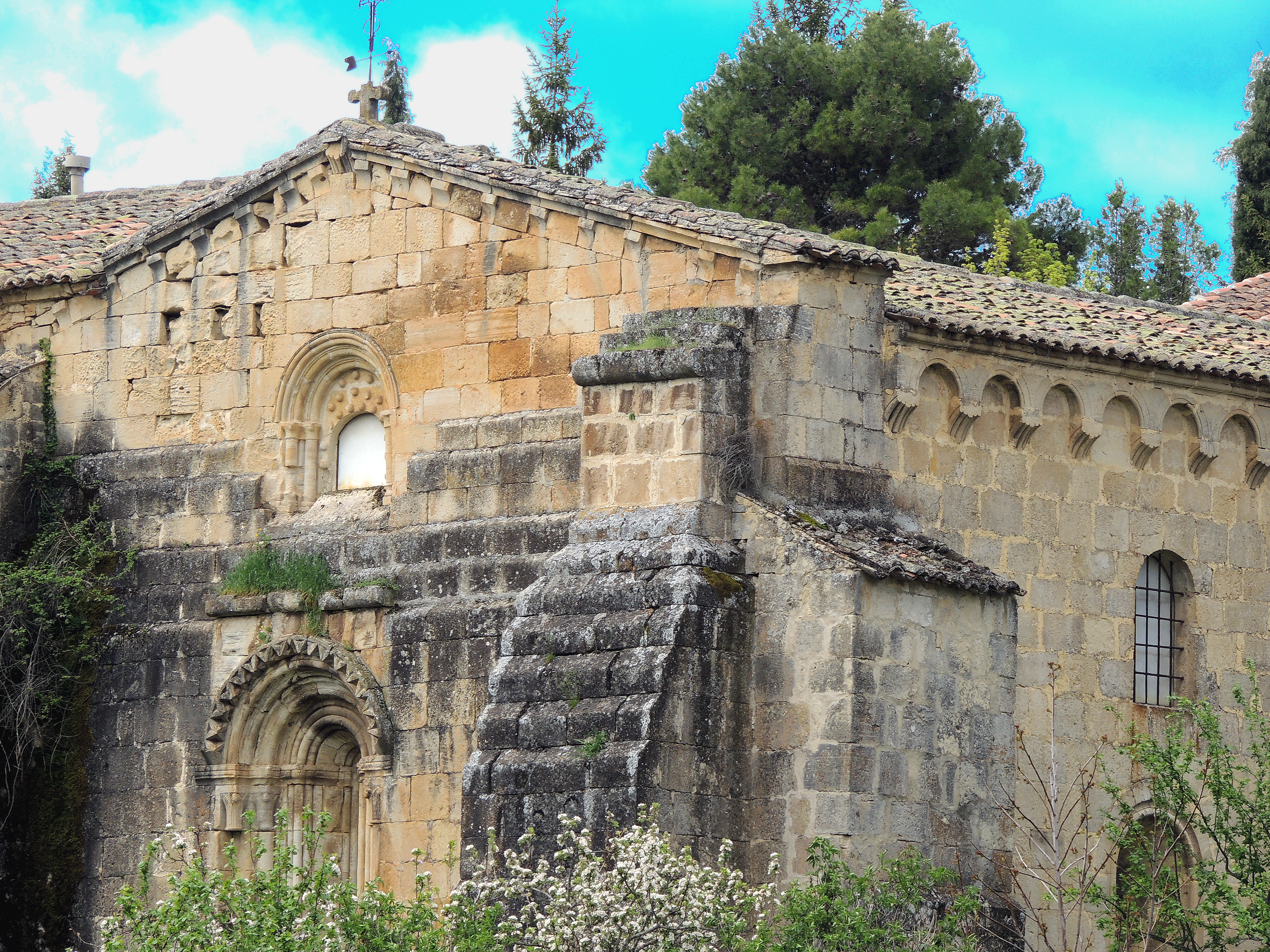
Ábside.

## Planta
|  | 1. Pórtico norte; acceso al templo. 2. Nave. 3. Presbiterio y ábside. 4. Museo. 5. Pórtico sur; acceso al claustro. 6. Espadaña. 7. Pórtico románico. 8. Buenafuente. 9. Capilla. 10. Signos lapidarios. 11. Pila bautismal. |

La planta es de nave única rectangular de cuatro tramos, en estilo románico-cisterciense del siglo XII, con bóveda de cañón apuntado de sillería soportada por arcos fajones, los dos primeros apoyados en ménsulas al estilo cisterciense y el resto en pilastras. Exteriormente descarga su peso en grandes contrafuertes que no llegan al alero, bajo el que se muestra una línea de arquillos ciegos.

Está rematada por ábside (3) de cabecera plana ligeramente elevado respecto al resto de la nave (2); muestra dos vanos abocinados superpuestos, el inferior formado por tres arquivoltas apoyadas en columnas protegidas por una chambrana decorada con puntas de diamante y el superior por dos arquivoltas con enjuta decorada con bolas.

En lo que respecta a la iluminación, destaca el gran óculo de la fachada de poniente.

Dispone de espadaña (6) de tres vanos, con campana y dos campanillos situada en el cuarto tramo del hastial sur.
El templo dispone de tres portadas, una de acceso al claustro (5) situada en el muro sur y dos más en la fachada norte; la noroeste (7), románica, está formada por arco de medio punto dovelado apoyado en pilastras mediante capiteles con decoración vegetal, las arquivoltas están rodeadas por una chambrana con decoración de bolas. En el segundo tramo se encuentra el acceso actual al templo (1), protegido por un tejaroz.
En el interior, tercer tramo, centrada entre una doble escalinata que salva el desnivel del pie del templo, se encuentra una pila bautismal (11).

En el quinto tramo, fachada suroeste, se conserva una capilla (9), posiblemente de la anterior ermita, con arco de medio punto y arquivoltas apoyadas en pares de columnas mediante capiteles con decoración vegetal.

En el muro occidental, continúa manando la venerada "buena fuente" (8), actualmente dentro de una profunda hornacina.
La iglesia fue realizada en sillar bien escuadrado y tallado, presentando una orientación 43° NE.

### Signos lapidarios
Se han identificado un total de 360 signos de 38 tipos y 2 relojes de sol, situados en el interior y exterior del templo:

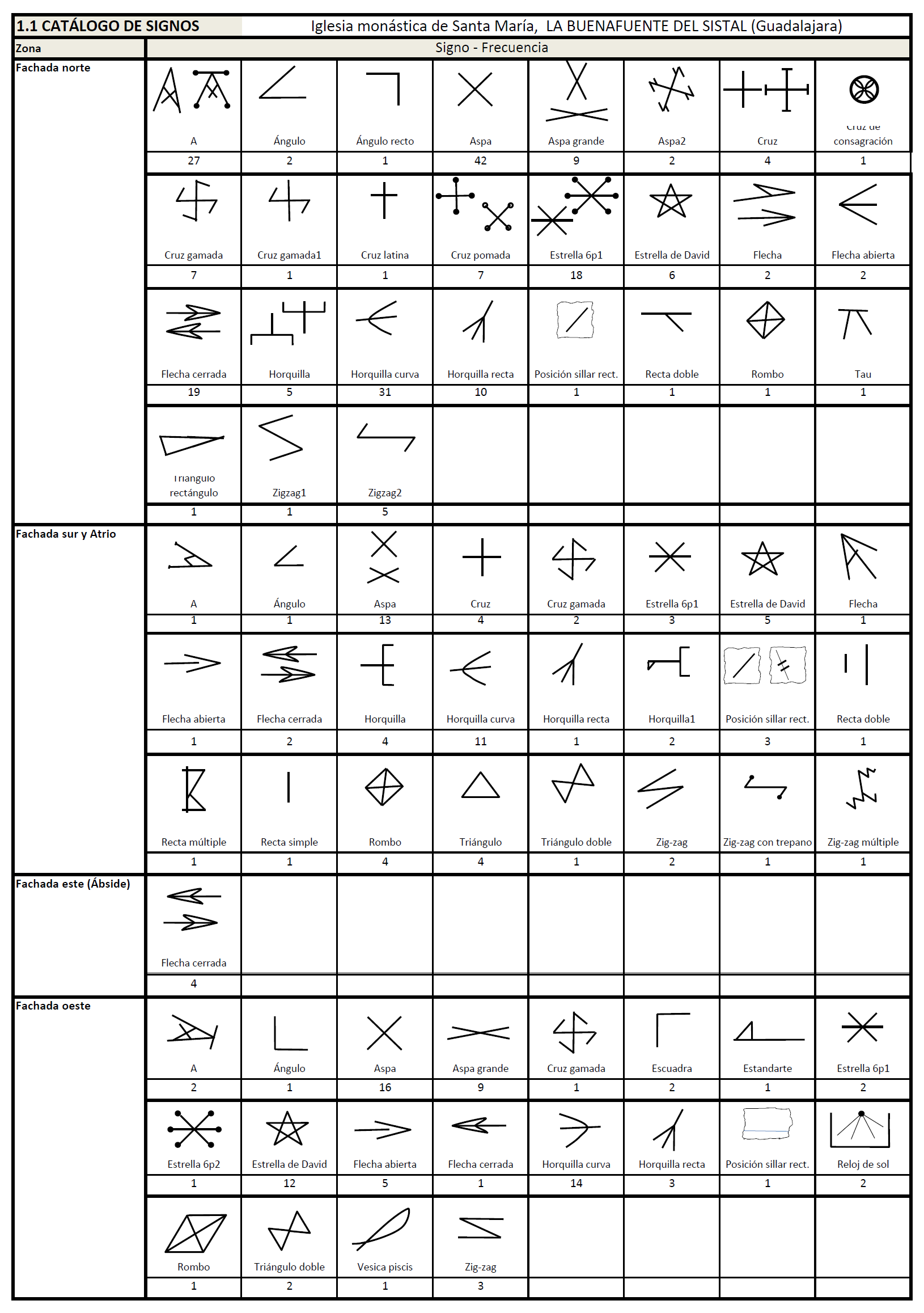
Catálogo de signos lapidarios del templo. Ver Planta

## Fiestas religiosas
El monasterio celebra una fiesta especial llamada de la Amistad a mediados de septiembre. Los otros días más celebrados son: Semana Santa, Pentecostés, Corpus y Adviento.